# Akadémosz
Akadémosz, görög mitológiai alak, attikai hős. A kutatások szerint azonos volt vele Echemusz, aki Marathonnal jött együtt Arcadiából Attikába. Egyes elméletek szerint arkádiai Airóposznak, megint mások szerint Kolónosznak a fia volt. 
A hagyomány szerint, amikor Heléna Thészeusz foglya volt, és a Dioszkuroszok testvérüket keresték, Akadémosz volt az, aki elmondta, hogy hol rejtegeti Thészeusz Helénát. Ezért az ikrek bizalmukba fogadták, ennek révén a lacedaemóniak körében is nagy becsben állt. Valahányszor a lacedaemóniak megtámadták Attikát, Akadémosz földjeit sértetlenül hagyták. 
Akadémosz Athén melletti sírjának ligetében működött Platón filozófiai iskolája, ezért kapta az Akadémia (Hekademeia) nevet.